# Halde Rheinpreußen

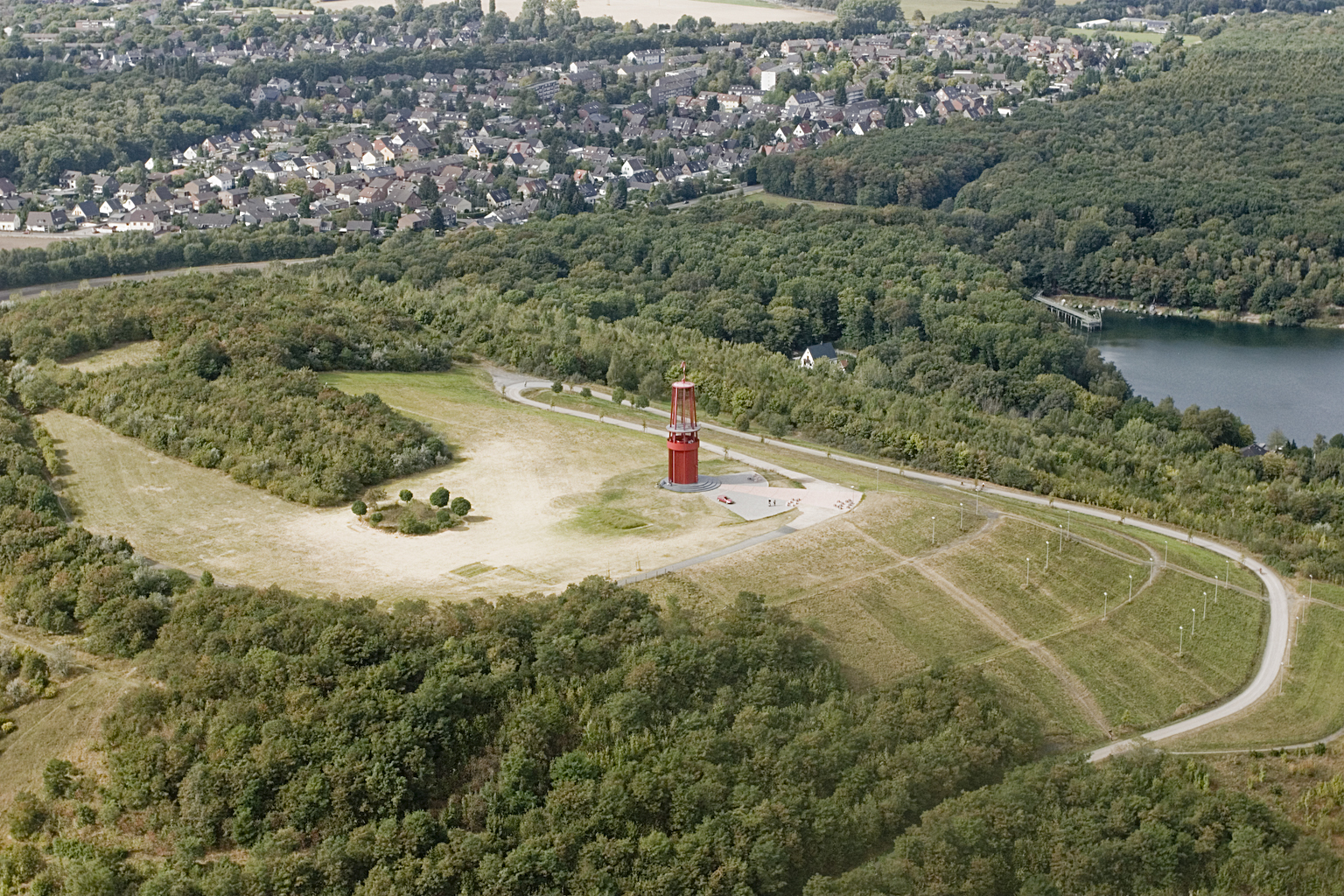
Die Halde Rheinpreußen aus der Luft

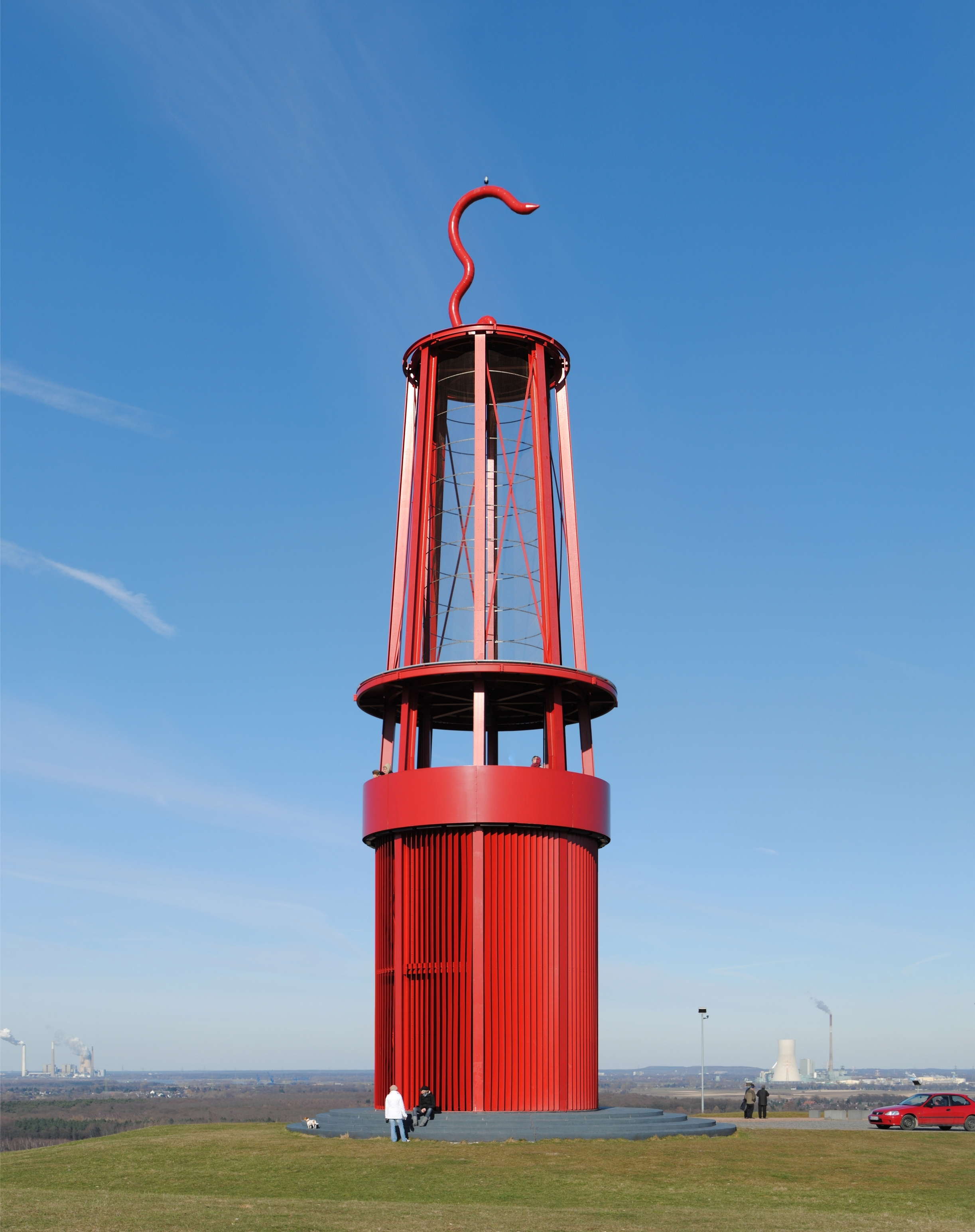
Das Geleucht (Grubenlampe) auf der Halde Rheinpreußen

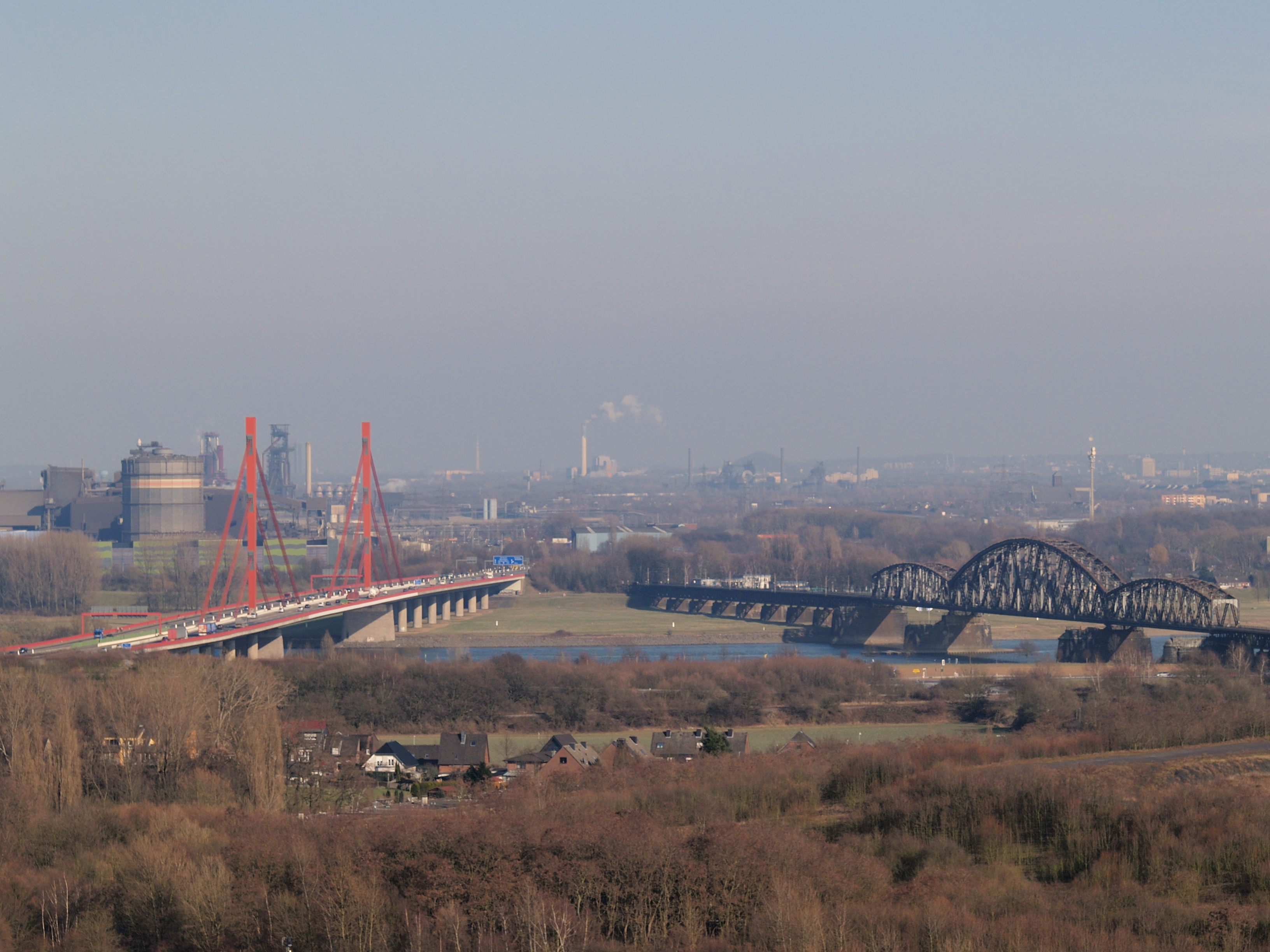
Weiter Blick in die Niederrheinische Bucht, hier der Rhein mit der Brücke der A42 und den Industrieanlagen von ThyssenKrupp links der Autobahn, der Müllverbrennungsanlage Oberhausen in der Mitte und dem Landschaftspark Duisburg-Nord rechts hinter der Haus-Knipp-Eisenbahnbrücke

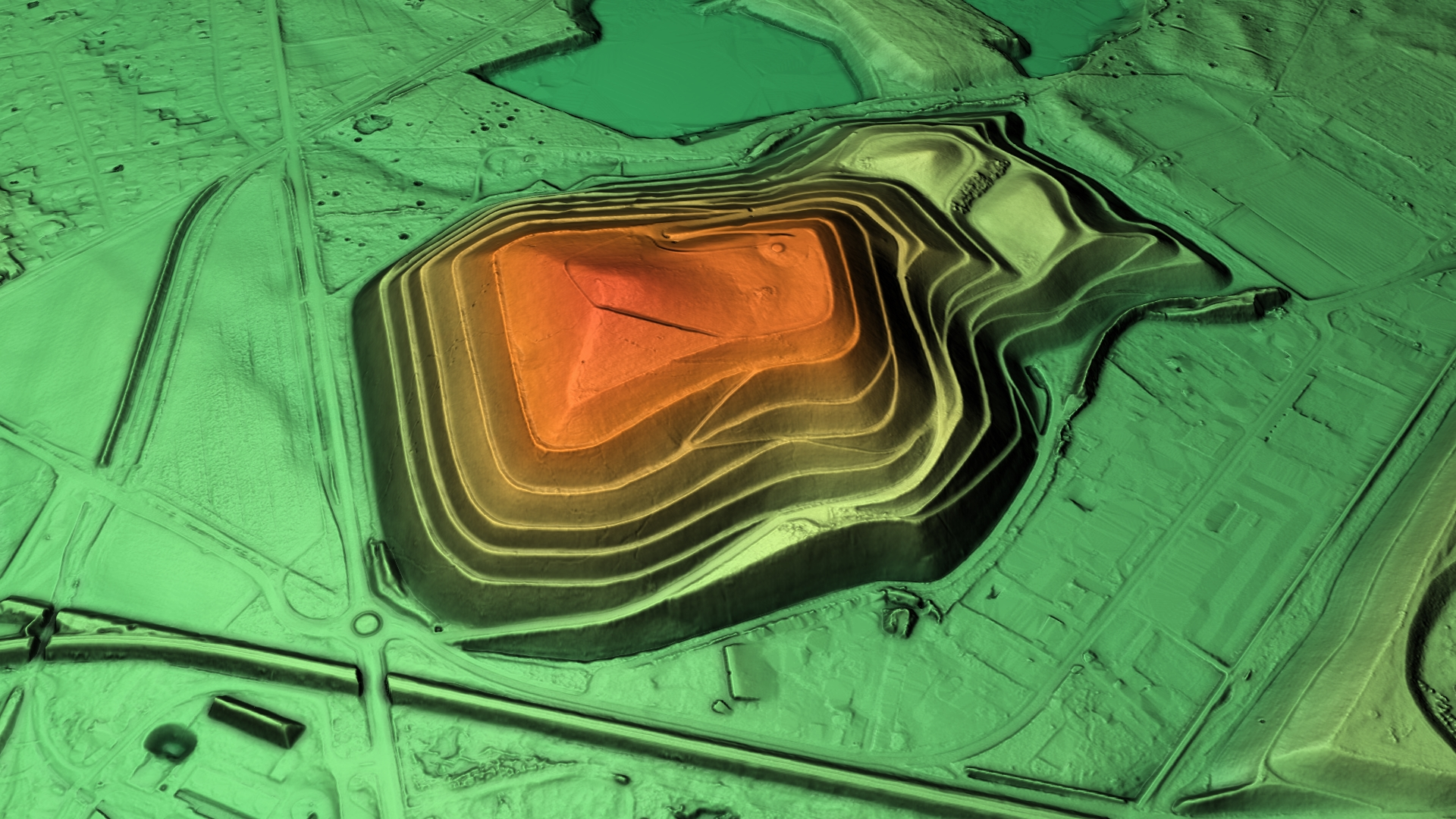
3D-Ansicht des digitalen Geländemodells

Die Halde Rheinpreußen ist eine 74 m über Umgebungsniveau aufgeschüttete Bergehalde in Moers-Meerbeck. Sie hat eine Gesamthöhe von 103 m ü. NN. Eigentümer ist seit dem Jahr 2001 der Regionalverband Ruhr.
Der Abraum stammt aus der nahen Zeche Rheinpreußen, welche das erste linksrheinische Bergwerk war. So handelt es sich hier auch um eine der ersten begrünten Halden im Ruhrgebiet.
Um die Halde zur Landmarke auszubauen, beschloss der Regionalverband Ruhr Ende 2005, auf dem Gipfel einen etwa dreißig Meter hohen Turm in Form einer Grubenlampe zu errichten. Der Entwurf dazu stammt vom Künstler Otto Piene.

## Aussichtsturm / Denkmal Grubenlampe
Die Initiative zum Bau der Landmarke Grubenlampe ergriff Konrad Gappa, der Otto Pienes Vorstellung der Landmarke in Duisburg erlebte. Er gründete mit Berg- und Hüttenleuten sowie Anwohnern den 'Förderkreis Landmarke Grubenlampe'. In jahrelangen Gesprächen überzeugte dieser die Stadt Moers, den Kreis Wesel, den Regionalverband Ruhr und die Landesregierung NRW davon, die für das Revier und weltweit einmalige künstlerische Darstellung zu einer Montanregion zu verwirklichen. Die 100 persönlichen und mehr als 2000 korporativen Mitglieder des Förderkreises zeigen das große öffentliche Interesse, unterstützt von Montanfirmen und Banken, insbesondere der ThyssenKrupp AG, die die Planung kostenlos übernahm und so die eingeworbenen Mittel auf fast 500.000 Euro brachte. Heute zahlt der Förderkreis beispielsweise die Kosten der Beleuchtung und Betreuung des größten Montankunstwerkes der Welt.
1998 hatte die Kultur Ruhr GmbH im Rahmen der Internationalen Bauausstellung Emscher Park beschlossen, einige Bergehalden künstlerisch zu Landmarken auszubauen. Der Direktor des Lehmbruck-Museums in Duisburg, Christoph Brockhaus, beauftragte den Künstler Otto Piene, das Geleucht wie geplant zu installieren. Die Idee des Künstlers, die gesamte Halde rot zu illuminieren, wurde allerdings auf die nordwestliche Seite beschränkt.
Der erste Teil der Arbeiten wurde am 30. März 2006 abgeschlossen. Am 8. August 2007 brannte in der nachempfundenen Grubenlampe zum ersten Mal Licht. Die Lichtprobe fand im Beisein von Otto Piene statt. Seitdem tauchen abends 35 Leuchtmasten eine Fläche von ca. 8.000 Quadratmetern der Halde in ein rotes Licht.
Die Einweihung der Landmarke erfolgte am 17. September 2007 in Anwesenheit des Künstlers und etwa 1.500 Teilnehmern. Nahezu 1.000 Besucher der Landmarke an den Wochenenden zeigen das große öffentliche Interesse. Der Lichtturm kann besichtigt werden, eine Innentreppe führt zur 9 m hohen Aussichtsplattform. Von dort aus kann man die Industrielandschaft am Niederrhein und das Mündungsgebiet der alten und neuen Emscher in den Rhein sehen.
Das Kunstwerk und der Förderkreis fanden eine besondere Würdigung dadurch, dass Konrad Gappa zu den zwölf kulturell engagierten Bundesbürgern gehörte, die Bundespräsident Horst Köhler zu seinem Sommerfest 2008 einlud. Im Park von Schloss Bellevue konnte Gappa die Landmarke in Bild und Ton dem Bundespräsidenten und den über 3.000 Gästen vorstellen.
Eine ähnliche Haldenkunstskulptur befindet sich in Thüringen bei Ronneburg auf der Schmirchauer Höhe.

## Sonstiges
Am 29. August 2009 fand erstmals das Drachenfest auf der Halde Rheinpreußen statt (nicht wie in den Vorjahren auf der Halde Pattberg).
Funkamateure nutzen die Bergehalde Rheinpreußen für Fielddays. Bei den Drachenfesten 2011 und 2012 installierten die Funkamateure dazu ihre Antennen an Antennendrachen (wie bereits Marconi 1901). Die Halde Rheinpreußen hat beim Projekt 'Bergbau und Amateurfunk' die Mining Activity Nummer DL082.